# Semapa
Semapa - Sociedade de Investimento e Gestão (en español: Semapa - Sociedad de Inversión y Gestión) es un holding de empresas conglomerado portugués con intereses en los sectores del cemento, la pasta de celulosa y papel, y la gestión de recursos ambientales (gestión de residuos y de agua).
La empresa posee el 76,7% de Portucel Soporcel, el mayor productor europeo de papel kraft de eucaliptus. También posee el 51% del Grupo Secil, un fabricante de cemento y sus derivados; el 100% de ETSA, una firma de gestión de residuos involucrada en la recogida y tratamiento de subproductos animales.
La compañía es listada en el mercado de valores Euronext Lisboa y es un componente del índice PSI 20 de la misma.